# Хаймович, Илья Абрамович
Хаймович Илья Абрамович (9 декабря 1918, Одесса — 9 апреля 1974, Саров) — советский ученый, разработчик и создатель наземного стенда для испытаний боевых блоков ядерных и термоядерных боеприпасов. Дважды лауреат Сталинской премии, лауреат Ленинской премии.

## Биография
Родился в Одессе (ныне Украина) в семье аптекаря. В 1922 году семья переехала в Керчь, затем Буйнакск (Дагестан), а с 1928 по 1937 год проживала во Владикавказе. Отец Ильи Абрамовича после революции работал счётоводом, бухгалтером на заводах СССР.
Илья с отличием окончил школу в 1936 году и поступил в МАИ имени С. Орджоникидзе. К началу войны он проходил практику на Авиационном заводе № 22 НКАП и вместе с заводом был эвакуирован в Казань. Работал на заводе технологом до 1943 года, после чего Приказом СНК был отозван для продолжения учёбы в МАИ, который окончил в 1945 году. Затем ему предложили продолжить обучение в группе ракетных двигателей, курс читал Сергей Павлович Королев.
С 1946 по 1948 год работал инженером-расчетчиком на заводе № 300 МАП затем был приглашен Юлием Борисовичем Харитоном, научным руководителем ядерного проекта СССР, на работу в КБ-11 (Арзамас-16). Участвовал в создании первых образцов ядерного оружия РДС-1 и РДС-2. Жена Ильи Абрамовича, Елена Михайловна Барская, стала создателем и руководителем научной библиотеки объекта.
За участие в разработке систем инициирования заряда из взрывчатых веществ и конструкции систем автоматического зажигания для первой советской атомной бомбы. 
В 1956 году Илья Абрамович был назначен начальником отдела. В 1957 году он защитил диссертацию на соискание степени кандидата технических наук, а в 1971 году стал доктором технических наук.
С 1965 года и до своей смерти работал заместителем главного конструктора КБ-2 Кочарянца С. Г. и  руководителем крупного научного подразделения.
Умер 9 апреля 1974 года  в городе (Арзамас-16).

## Награды и премии
- Сталинская премия третьей степени (1951) — за участие в разработке бародатчика и системы приема давления.
- Сталинская премия третьей степени (1953) — за разработку конструкции основных узлов изделий РДС-6с, РДС-4 и РДС-5
- Ленинская премия (1961) — за создание стенда для наземного испытания автоматики боевых блоков ядерной боевой части
- орден Трудового Красного Знамени (1951, 1956)